# John Cullen Murphy
John Cullen Murphy, född 1919, död 2004, tecknade den klassiska tecknade serien Prince Valiant (Prins Valiant på svenska) som aktad arvtagare till Hal Foster, som skapade serien 1937. Dessförinnan tecknade han Big Ben Bolt (Ben Bolt på svenska) sedan 1950.
En sommar när Murphy var ute och spelade baseball blev han ombedd att vara modell åt illustratören Norman Rockwell, som skulle bli en bra inspiration och mentor till unge Murphy. Murphy började studera konst redan vid nio års ålder, och kom att gå på många olika skolor för att studera konst som Phoenix Art Institute i New York och Art Institute of Chicago.  
Ett av hans första uppdrag som tecknare var att rita skämtteckningar för att främja boxningsturneringar på Madison Square Garden. 
År 1940 gick Murphy in i armén, inledningsvis i New York National Guard. Därefter blev han luftvärnsofficer och steg i graderna till major. Under kriget tillbringade han flera år i Stillahavsområdet men han slutade inte att rita. Han tecknade bl.a. omslag för tidningen Liberty, och militära porträtt för Chicago Tribune. Bl.a. porträtterade han general Douglas MacArthur.
Efter kriget frilansade han sig som illustratör, för bl.a. tidningar som Look, Collier’s Magazine, Reader's Digest (Det bästa på svenska) och Esquire.
Illustration i Collier’s Magazine från en titelmatch i fjädervikt mellan Willie Pep (t.h.) och Sandy Saddler (t.v.).

## Ben Bolt
År 1949 föreslog manusförfattaren på King Features Syndicate, Elliot Caplin - bror till Knallhatten-tecknaren Al Capp - att de skulle samarbeta på en ny boxningsserie, Big Ben Bolt, som Murphy sedan kom att illustrera från 1950 till långt in på 70-talet. 
Serien upphörde 1978.

## Prins Valiant
I inledningen av 70-talet började Murphy samarbeta med Hal Foster på Prince Valiant-serien 1970, och han tog sedan över tecknandet när Foster drog sig tillbaka året efter. 
Murphy tog över serien helt efter Fosters pensionering 1980. Han fortsatte serien med hjälp av sin son, Cullen Murphy, som manusförfattare till sin egen pensionering i mars 2004.
Prince Valiant fortsatte sedan tecknas av Gary Gianni. 
Murphy dog 2 juli 2004, kort efter sin pensionering, vid 85 års ålder. Under närmare 34 av de 67 år som Prince Valiant-serien då varit i syndikation hade John Cullen Murphy varit tecknaren bakom serien. 
Murphy erhöll utmärkelsen Award for Story Comic Strip 1971 av National Cartoonists Society för sitt arbete på Big Ben Bolt och Prince Valiant.